# Chad Gabriel
Chad Gabriel (Milwaukee, Wisconsin, 7 de Março de 1975) é um ator estadunidense, mais conhecido por seu trabalho na série de televisão Hang Time como Danny Mellon.

## Filmografia

### Televisão
- 2007 Without a Trace como Dwight Feeney
- 2007 Notes from the Underbelly como Chuck
- 2004 Charmed como Blake
- 2004 Half & Half como Eric
- 2002 Static Shock como Ray
- 2001 Roswell como Mark
- 1999 Felicity como Barry
- 1998 The Army Show como Kyle
- 1997 High Incident como Chad
- 1995 Hang Time como Danny Mellon

### Cinema
- 2008 You
- 2006 The Pink Panther
- 2005 Guess Who
- 2004 After the Sunset